# Santa Marina de Lagostelle
Lagostelle (llamada oficialmente Santa Mariña de Lagostelle) es una parroquia española del municipio de Guitiriz, en la provincia de Lugo, Galicia.

## Otras denominaciones
La parroquia también es conocida por el nombre de Santa Marina de Lagostelle.

## Organización territorial
La parroquia está formada por quince entidades de población, constando doce de ellas en el nomenclátor del Instituto Nacional de Estadística español:
- As Casillas
- Augaslongas (As Augas Longas)
- Cabana (A Cabana)
- Corvite
- Lea
- Lentemil
- Mámoas (As Mámoas)
- O Castro
- Os Fidalgos
- Outeiro de Lea (O Outeiro de Lea)
- Pena do Leito (A Pena do Leito)
- Poceiras (As Puceiras)
- Portovello (O Porto Vello)
- Santa Mariña
- Río Seco (Rioseco)

## Demografía
| Gráfica de evolución demográfica de Lagostelle entre 2000 y 2020 |
|                                                                  |
| Datos según el nomenclátor publicado por el INE.                 |